# Ромодановський район
Ромода́новський район (рос. Ромодановский район, ерз. Рамаданбуе) — муніципальний район у складі Республіки Мордовія Російської Федерації.
Адміністративний центр — селище Ромоданово.

## Населення
Населення району становить 19254 особи (2019, 20702 у 2010, 21972 у 2002).

## Адміністративно-територіальний поділ
На території району 13 сільських поселень:
| Поселення                           | Площа, км² | Населення, осіб (2002) | Населення, осіб (2010) | Населення, осіб (2019) | Центр                        | Населені пункти |
| ----------------------------------- | ---------- | ---------------------- | ---------------------- | ---------------------- | ---------------------------- | --------------- |
| Алтарське сільське поселення        | 26,38      | 1040                   | 1040                   | 997                    | Алтари                       | 1               |
| Анненковське сільське поселення     | 69,26      | 956                    | 852                    | 811                    | Анненково                    | 6               |
| Білозер'євське сільське поселення   | 16,72      | 2792                   | 2949                   | 2934                   | Білозер'є                    | 1               |
| Константиновське сільське поселення | 35,77      | 613                    | 525                    | 474                    | Константиновка               | 3               |
| Кочуновське сільське поселення      | 58,09      | 708                    | 638                    | 542                    | Кочуново                     | 4               |
| Куриловське сільське поселення      | 80,11      | 508                    | 363                    | 322                    | Курилово                     | 4               |
| Липкинське сільське поселення       | 36,79      | 746                    | 648                    | 575                    | Липки                        | 6               |
| Набережне сільське поселення        | 90,39      | 1031                   | 934                    | 809                    | Ромодановський махоркосовхоз | 6               |
| Пушкінське сільське поселення       | 43,22      | 503                    | 522                    | 474                    | Пушкіно                      | 2               |
| П'ятинське сільське поселення       | 75,93      | 1168                   | 1134                   | 1071                   | П'ятина                      | 6               |
| Ромодановське сільське поселення    | 48,25      | 9871                   | 9410                   | 8802                   | Ромоданово                   | 1               |
| Салминське сільське поселення       | 61,00      | 668                    | 603                    | 544                    | Салма                        | 3               |
| Трофимовщинське сільське поселення  | 104,13     | 1368                   | 1084                   | 899                    | Трофимовщина                 | 8               |

- 13 липня 2009 року було ліквідовано Старомихайловське сільське поселення, його територія увійшла до складу Анненковського сільського поселення[4].
- 2 квітня 2014 року Ромодановське міське поселення перетворено в Ромодановське сільське поселення[5].
- 17 травня 2018 року було ліквідовано Вирипаєвське сільське поселення, його територія увійшла до складу Липкинського сільського поселення; було ліквідовано Курмачкаське сільське поселення, його територія увійшла до складу Набережного сільського поселення; було ліквідовано Урішкинське сільське поселення, його територія увійшла до складу Трофимовщинського сільського поселення[6].
- 19 травня 2020 року було ліквідовано Малоберезниківське сільське поселення, його територія увійшла до складу П'ятинського сільського поселення[7].

## Найбільші населені пункти
Найбільші населені пункти з чисельністю населення понад 1000 осіб:
| № | Населений пункт | Населення, осіб (2002) | Населення, осіб (2010) |
| - | --------------- | ---------------------- | ---------------------- |
| 1 | Ромоданово      | 9 871                  | 9 410                  |
| 2 | Білозер'є       | 2 792                  | 2 949                  |
| 3 | Алтари          | 1 040                  | 1 040                  |